# Ponte Caiyuanba
Il ponte Caiyuanba è un ponte ad arco che attraversa il Fiume Azzurro a Chongqing, in Cina. Completato nel 2007, l'arco si estende su 420 metri. Il ponti dispone di 6 corsie per il traffico veicolare e due binari della Chongqing Rail Transit Line 3.